# Clinotanypus japonicus
Clinotanypus japonicus är en tvåvingeart som beskrevs av Tokunaga 1937. Clinotanypus japonicus ingår i släktet Clinotanypus och familjen fjädermyggor. Inga underarter finns listade i Catalogue of Life.